# Мэнеску, Корнелиу
Корне́лиу Мэне́ску (рум. Corneliu Mănescu; 6 февраля 1916, Плоешти, Королевство Румыния — 26 июня 2000, Бухарест, Республика Румыния) — румынский государственный деятель, министр иностранных дел РНР/СРР (1961—1972). 

## Биография
Ранние годы
Родился 6 февраля 1916 года в Плоешти. 
Политическая карьера
Член Румынской коммунистической партии (РКП) с 1936 года. Лидер коммунистической студенческой организации Бухареста до 1940 года.
В 1940 году окончил факультет экономики и права Бухарестского университета. Ещё в студенческие годы публиковал свои статьи в различных румынских изданиях. Как журналист интересовался, в первую очередь, международными отношениями.
В 1944 году работал в Институте статистики.
В 1948—1955 годах — заместитель министра национальной обороны в чине подполковника. Руководитель Центрального Дома румынской армии (1952). В 1959 году — начальник Высшего политического отдела армии, генерал-майор.
С 1955 по 1960 год был заместителем председателя Государственного комитета по планированию Румынии (Госплан).
В 1960 году назначен директором политического департамента Министерства иностранных дел РНР.
Деятельность на посту министра иностранных дел РНР/СРР
С марта 1961 года по октябрь 1972 года занимал пост министра иностранных дел РНР (с 1965 - СРР). Одновременно, с октября 1960 по май 1961 года — посол РНР в Венгрии.
На период нахождения Мэнеску в должности министра иностранных дел РНР/СРР приходятся постепенное улучшение отношений с США и их европейскими союзниками при одновременном осложнении отношений с СССР, укрепление связей с Югославией и Китаем, установление дипломатических отношений с ФРГ (январь 1967), отказ СРР от разрыва отношений с Израилем после Шестидневной войны (июнь 1967), осуждение ввода войск СССР и его европейских союзников в Чехословакию (август 1968), присоединение страны к ГАТТ (1971), МВФ и МБРР (1972). С 1965 года - член ЦК РКП и депутат Великого национального собрания. 19 сентября 1967 года был избран президентом XXII сессии Генеральной Ассамблеи ООН. Это был первый случай, когда представитель социалистической страны был избран на эту должность. Мэнеску занимал эту должность до сентября 1968 года. 
Дальнейшая карьера
Был вице-президентом Объединенного социалистического фронта, президентом румынской группы Межпарламентского союза. 
В 1977—1982 годах — посол СРР во Франции.
В конце 1980-х годов стал лидером реформистского движения в РКП. В марте 1989 года вместе с пятью другими левыми диссидентами (Георге Апостол, Александру Бырлэдяну, Григоре Речану, Константин Пырвулеску и Силвиу Брукан) опубликовал открытое письмо, известное как «Письмо шести». Этот документ содержал критику политики президента страны Николае Чаушеску и был распространён радиостанциями Радио Свободная Европа и Голос Америки. Подписавшие были арестованы Секуритате и впоследствии отправлены в ссылку.
Освобождён после румынской революции 1989 года. 
Скончался 26 июня 2000 года в Бухаресте. 

## Семья
В 1950 году женился на Дойне Добреску. От этого брака родилась дочь Александра. 

## Награды
- Орден Труда СРР I степени.
- Орден Звезды СРР II степени.